# 王様と私 (アニメ)
『王様と私』（おうさまとわたし, The King and I）は、1999年のアメリカのアニメ映画である。日本では劇場公開はされず、VHSが2002年3月8日にワーナー・ホーム・ビデオ（現：ワーナー・ブラザース ホームエンターテイメント）より発売された。

## 概説
「アンナとシャム王」を原作とした1956年のミュージカル映画の傑作「王様と私」を忠実にミュージカルとしてアニメ化した。同時期に「アンナと王様」が入って来たためにビデオ発売となった。

## スタッフ
- 監督：リチャード・リッチ
- 製作：ピーター・バカリアン、アーサー・ランキン・Jr
- 製作総指揮：ロバート・マンデル
- 脚本：ピーター・バカリアン、ジャクリーン・フェザー、デヴィッド・サイドラー
- 音楽：リチャード・ロジャース
- 作詞・作曲：ロジャース&ハマースタイン
- 追加台詞：ブライアン・ニッセン

## オリジナル・キャスト
- アンナ (ミランダ・リチャードソン / クリスティアン・ノール): 杉村理加
- 王様 (マーティン・ヴィドノヴィック): 内田直哉
- 皇太子 (アレン・D・ホン / デヴィッド・バーナム): 石川英郎
- タプティム (アーミ・アラブ / トレイシー・ヴェナー・ウォーレン): 竹田まどか
- クララホム (イアン・リチャードソン): 麦人
- マスター・リトル (ダレル・ハモンド): 岩崎ひろし
- ルイス (アダム・ワイリー): 松本梨香
- エドワード卿 (ショーン・スミス): 牛山茂
- オートン船長 (エド・トロッタ): 石森達幸

## ミュージカルの曲目
1. "I Whistle a Happy Tune" - アンナ、ルイス、コーラス
2. "Hello, Young Lovers" - アンナ
3. "Getting to Know You" - アンナ、子どもたち
4. "Shall I Tell You What I Think of You?" - アンナ
5. "A Puzzlement" - 王様
6. "I Have Dreamed" - 皇太子、タプティム
7. "Prayer to Buddha" - 王様、アンナ
8. "Anna Remembers/Shall We Dance Fantasy" - アンナ
9. "Shall We Dance? (Finale)" - アンナ、王様
10. "I Have Dreamed/We Kiss in a Shadow/Something Wonderful" (end credits) - バーブラ・ストライサンド